# .dk
.dk és l'actual domini de primer nivell territorial (ccTLD) de Dinamarca. Va ser creat el 14 de juliol de 1987 i és gestionat per l'entitat DK Hostmaster. Els registres amb els caràcters danesos æ, ø, å, ö, ä, ü, i/o é són admesos.